# Gunung Pancar
Gunung Pancar är ett berg i Indonesien.   Det ligger i provinsen Jawa Barat, i den västra delen av landet, 40 km söder om huvudstaden Jakarta. Toppen på Gunung Pancar är 854 meter över havet, eller 263 meter över den omgivande terrängen. Bredden vid basen är 1,1 km.
Terrängen runt Gunung Pancar är huvudsakligen lite bergig.Runt Gunung Pancar är det mycket tätbefolkat, med 1 177 invånare per kvadratkilometer. Närmaste större samhälle är Bogor, 13,5 km väster om Gunung Pancar. I omgivningarna runt Gunung Pancar växer i huvudsak städsegrön lövskog.